# Phobocampe coniferella
Phobocampe coniferella är en stekelart som först beskrevs av Per Abraham Roman 1914.  Phobocampe coniferella ingår i släktet Phobocampe och familjen brokparasitsteklar. Arten är reproducerande i Sverige. Inga underarter finns listade i Catalogue of Life.